# پارک جی-یون
پارک جی-یون (به انگلیسی: Park Ji-yoon)(زاده ۳ ژانویه ۱۹۸۲) خواننده، بازیگر کره‌ای است.